# Levi (voornaam)
Levi is een Hebreeuwse jongensnaam die  zich aansluitend, aanhankelijkheid en loyaliteit, verbonden betekent. Levi is de derde zoon van Jakob en Lea (Genesis 29 vers 34) de stamvader van de Levieten. Tegenwoordig wordt de naam ook soms gebruikt voor meisjes.
Voorbeelden van personen met deze naam zijn:
- Levi Celerio
- Levi Eshkol
- Levi Leipheimer
- Levi Morton
- Levi Strauss
- Levi Stubbs